# 埃及驻华大使馆
阿拉伯埃及共和国驻中华人民共和国大使馆（阿拉伯语：سفارة جمهورية مصر العربية في جمهورية الصين الشعبية），简称埃及驻华大使馆，是埃及派驻在中国的最高外交代表机构，坐落在北京市朝阳区日坛东路2号。

## 历史
1942年，埃及王国和中华民国建立公使级外交关系。1947年1月10日，埃及王国政府任命为首任驻华特命全权公使。1月16日，以斯马仪抵达中国首都南京。1947年5月24日，埃及公使馆租用牙医专家黄子廉的公馆为使馆馆舍（原北平路59号，今北京西路27号）。1948年9月28日，两国政府宣布将公使馆升格为大使馆，公使改任为埃及驻华大使，公使馆升格为大使馆。
1949年渡江战役前，包括苏联在内的很多国家均将驻华使馆随国民政府南迁，但埃及驻华大使馆仍留在南京。中华人民共和国成立后，重新建交国家纷纷在中国新首都北京重新设立大使馆，而未建交的国家的原驻华外交官则多被召回国。但是，埃及王国既没有与中华人民共和国建交，也没有撤离其原大使馆，原使馆内还留驻有代办阿巴提及其夫人阿芙萝。1950年9月3日夜，原埃及使馆被三名歹徒入室抢劫，阿巴提身负重伤。经查，该案由原民国时期警察高遐昌、民社党成员李善修、高遐昌妻弟张明亮等人实施，使馆被解雇的厨师张铭山为歹徒提供使馆存有大量黄金、美钞的线索，并提供使馆部位图。经审批，高遐昌、李善修、张明亮三人被判处死刑，张铭山等13名从犯分别被判处了五年到十五年的有期徒刑。阿巴提则在南京鼓楼医院治疗一段时间后得以痊愈。
1956年5月16日，埃及政府宣布正式承认中华人民共和国政府。5月30日，两国建交，随后分别在对方首都建立大使馆。9月15日，首任驻中华人民共和国大使哈桑·拉加卜到任。

## 机构地址
阿拉伯埃及共和国驻华大使馆设置下列机构：
| 机构名称   | 机构英文名                  | 地址（中文）                        | 地址（英文）                                 |
| ---------- | --------------------------- | ----------------------------------- | -------------------------------------------- |
| 办公处     | Chancery                    | 日坛东路2号                         | No.2,Ri Tan Dong Lu                          |
| 武官处     | Defence Office              | 日坛东路2号                         | No.2,Ri Tan Dong Lu                          |
| 商务处     | Commercial Office           | 朝阳区建外公寓1号楼5单元7层         | 1-5-7,Jian Wai Diplomatic Compound           |
| 文化教育处 | Cultural & Education Office | 朝阳区霄云路京润水上花园别墅G区39号 | G39,King's Garden Villas,No.18,Xiao Yun Road |

## 下设领事馆
埃及在上海设有阿拉伯埃及共和国驻上海总领事馆，领区为上海、浙江、江苏、安徽；在香港设有阿拉伯埃及共和国驻香港总领事馆，领区为香港、澳门。